# 片桐貞利
片桐 貞利（かたぎり さだとし、天保10年（1839年）? - 文久2年10月29日（1862年12月20日））は、大和国小泉藩の藩主世嗣。美濃国高富藩藩主・本庄道美の次男。官位なし。
初名は本庄道恕。先代藩主の貞照が文久2年（1862年）5月24日に死去したとき、嗣子が無かったため、貞利が跡を継いだ。
同年10月29日に死去した。貞利も嗣子がなく、同年12月、松平頼功（松平頼縄の弟）の長男が片桐貞篤として跡を継いだ。
貞利はあまりに藩主としての在職期間が短く、叙任も無かったため、11代藩主として数えない。